# دویه بوناچیچ
دویه بوناچیچ (انگلیسی: Duje Bonačić؛ ۱۰ آوریل ۱۹۲۹ – ۲۴ ژانویهٔ ۲۰۲۰) قایقران روئینگ اهل یوگسلاوی بود.
وی در مسابقات کشوری و بین‌المللی در مجموع برندهٔ ۱ مدال طلا شده‌است.